# Geraniales
Geraniales é uma ordem de plantas angiospérmicas (plantas com flor - divisão Magnoliophyta), pertencente à classe Magnoliopsida (Dicotiledóneas - planta cujo embrião contém dois ou mais cotilédones).
A maior família desta ordem são as Geraniaceae, representadas por cerca de 800 espécies. O resto da ordem inclui pequenas famílias que no conjunto representam somente cerca de 40 espécies. A maioria dos membros da ordem são herbáceos, mas existem também espécies arbustivas e árvores de pequeno porte.
A importância económica das Geraniales é relativamente reduzida. Algumas espécies do género Pelargonium são cultivadas por causa dos seus óleos aromáticos, utilizados na industria da perfumaria. Outras espécies têm também utilização em horticultura e na medicina.

## Morfologia
Flores pentâmeras, actinomorfas o zigomorfas. O androceu tem  2 verticilos, com um deles por vezes transformado em estaminódio. Apresentam um disco nectarífero muito reduzido, que chega a transformar-se em glândulas internas. O gineceu é supero.

## Classificação
Cronquist
No sistema de classificação de Cronquist, a ordem Geraniales tinha uma composição diferente, compreendendo as seguintes famílias:
- Família Geraniaceae
- Família Oxalidaceae
- Família Limnanthaceae
- Família Tropaeolaceae
- Família Balsaminaceae

As Vivianiaceae e as Ledocarpaceae estam incluidas na família Geraniaceae e as Hypseocharitaceae na família Oxalidaceae, que agora é incluida na ordem Oxalidales. As Melianthaceae estavam colocadas na ordem Sapindales. As famílias Greyiaceae e Francoaceae dentro das Rosales, sendo que a última era incluida na família Saxifragaceae.
APG e APG II
A classificação filogenética APG (1998) mudou consideravelmente a organização desta ordem. Na classificação filogenética APG II (2003), compreende as seguintes famílias:
- ordem Geraniales
família Geraniaceae
[+ família Hypseocharitaceae ]
família Ledocarpaceae
família Melianthaceae
[+ família Francoaceae ]
família Vivianiaceae

NB "[+" = família opcional.
APG III
A classificação filogenética APG III (2009) coloca esta ordem nas malvídeas, com a seguinte composição:
- ordem Geraniales Juss. ex Bercht. & J.Presl (1820)
família Geraniaceae Juss. (1789) (incluindo Hypseocharitaceae Wedd.)
família Melianthaceae Horan. (1834) (incluindo Francoaceae A.Juss.)
família Vivianiaceae Klotzsch (incluindo Ledocarpaceae Meyen)

APWeb
A classificação filogenética Angiosperm Phylogeny Website aceita a família Francoaceae (mas não a Hypseocharitaceae), sendo que ordem compreende cinco famílias:
- ordem Geraniales
família Francoaceae
família Geraniaceae
família Greyiaceae
família Melianthaceae
família Vivianiaceae